# الخضراء (رداع)

تعديل مصدري - تعديل

حارة الخضراء هي إحدى حارات مدينة رداع أحد مدن محافظة البيضاء، بلغ تعداد سكانها 626 نسمة حسب تعداد اليمن لعام 2004م.